# آيت امحمد ايوسف (مغراوة)
آيت امحمد ايوسف هي إحدى مشيخات المملكة المغربية، تتبع جغرافيا لإقليم تازة وإداريًا لمغراوة. يقدر عدد سكانها بـ 3805 نسمة حسب الإحصاء الرسمي للسكان والسكنى لسنة 2004.